# 便携式CD播放器

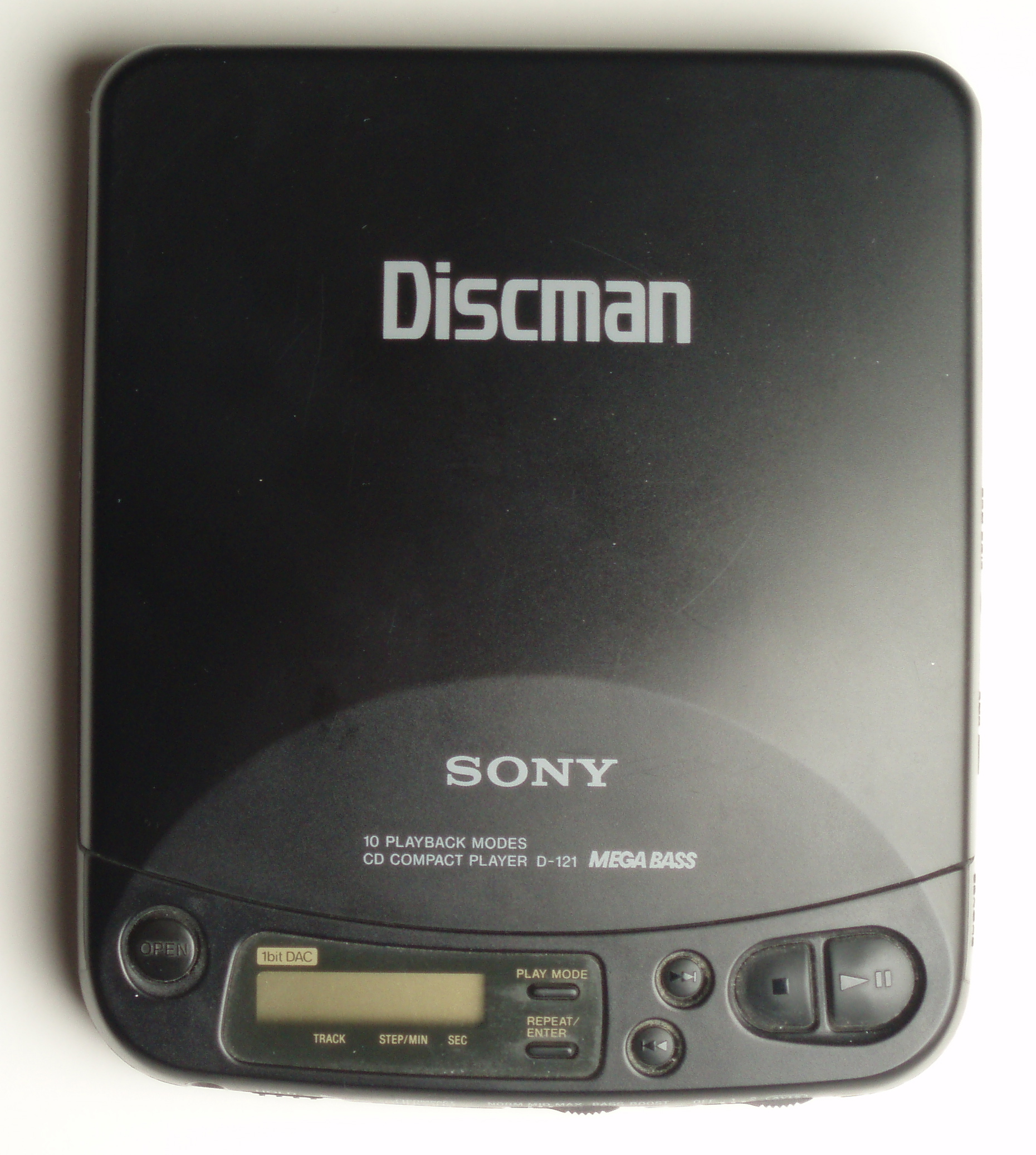
Sony Discman D121

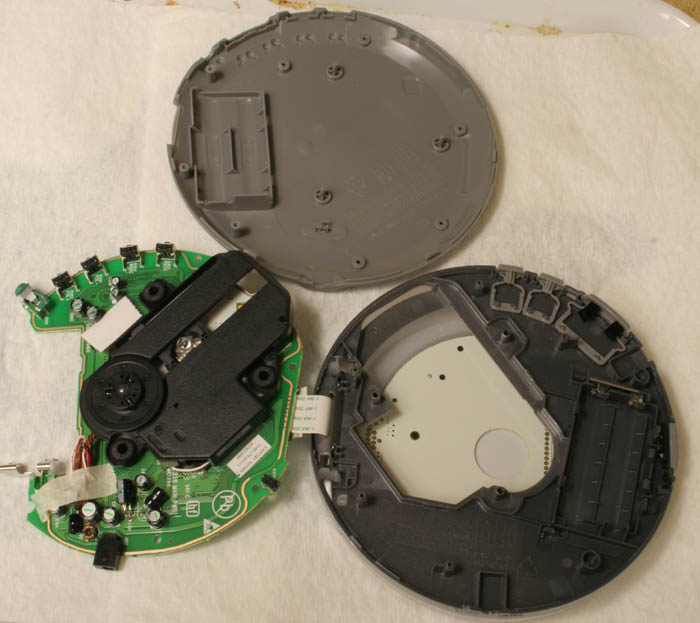
飞利浦便携式CD播放器

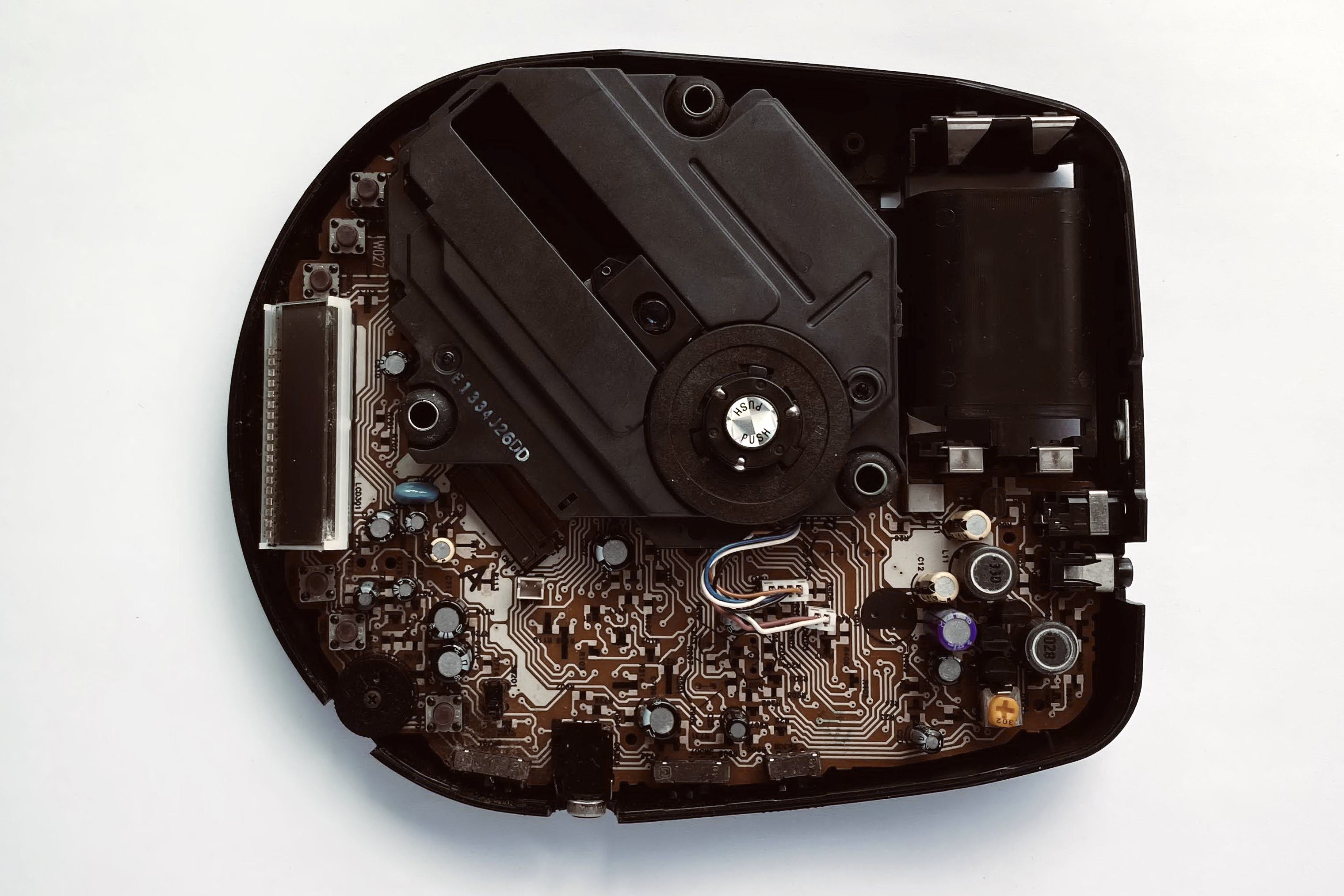
Panasonic 便携式CD播放器 (SL-S250C)

便携式CD播放器是一種插入光盘後就能播放音樂的電子產品。全球第一款便携式CD播放器是索尼的Discman D-50 。 

## 特征

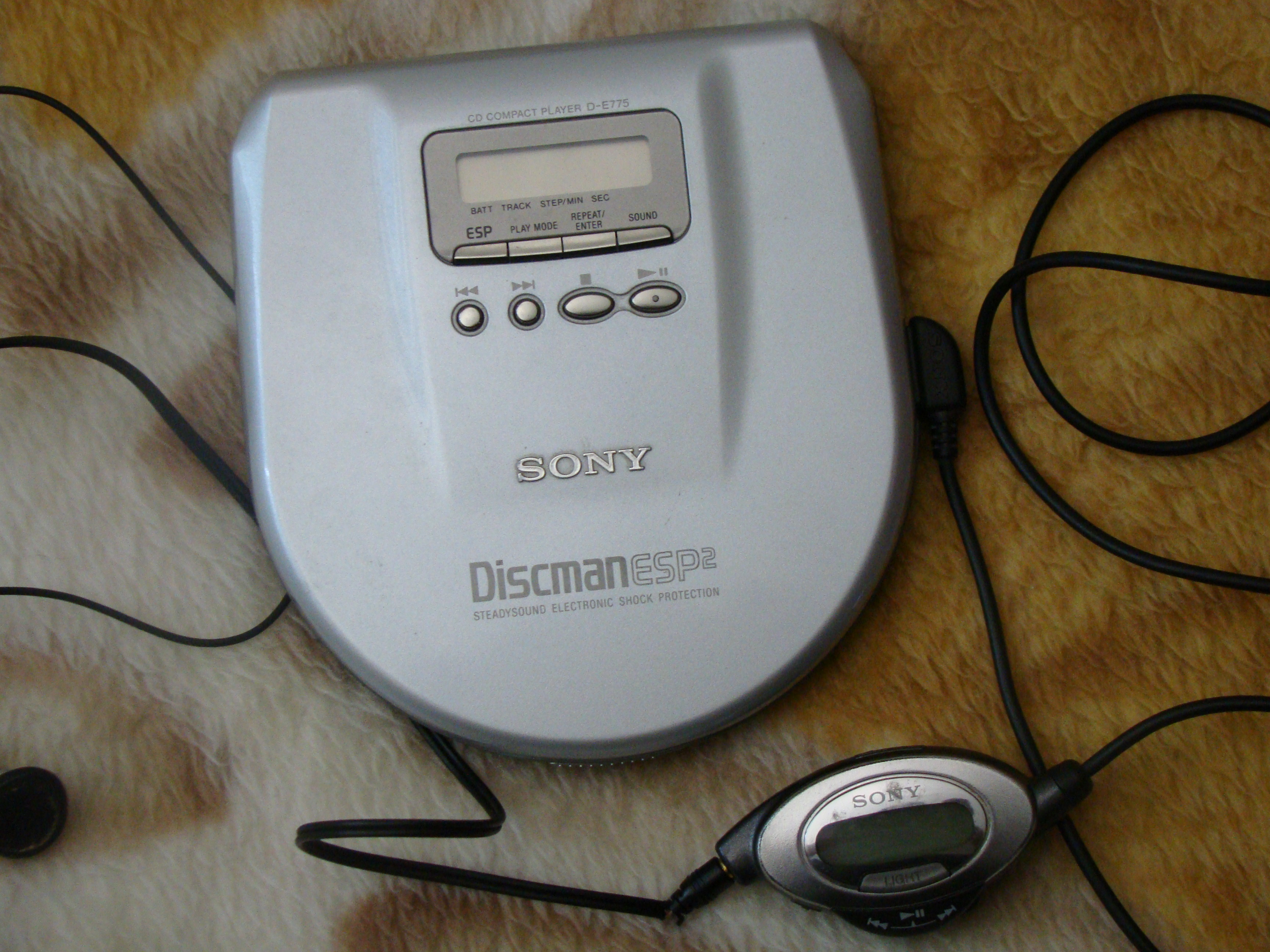
附加控制器，方便播放控制音樂

一些便携CD播放器具有如图所示的附加控制器，當便携式CD播放器放在書包中時人們可以直接用附加控制器控制音樂播放，這樣就可以不用從書包中拿出便携式CD播放器。